# Aimi Kunitake
Aimi Kunitake (國武 愛美, Kunitake Aimi, Kumamoto, 10 januari 1997) is een Japans voetbalster die als verdediger speelt bij Nojima Stella Kanagawa Sagamihara.

## Carrière

### Clubcarrière
Kunitake begon haar carrière in 2017 bij Nojima Stella Kanagawa Sagamihara.

### Interlandcarrière
Kunitake maakte op 29 juli 2018 haar debuut in het Japans vrouwenvoetbalelftal tijdens een wedstrijd tegen Brazilië. Zij nam met het Japans elftal deel aan de Aziatische Spelen 2018. Japan behaalde goud op de Aziatische Spelen. Ze heeft drie interlands voor het Japanse elftal gespeeld.

## Statistieken
| Japans vrouwenvoetbalelftal | Japans vrouwenvoetbalelftal | Japans vrouwenvoetbalelftal |
| Jaar                        | Wed.                        | Dlp.                        |
| --------------------------- | --------------------------- | --------------------------- |
| 2018                        | 3                           | 0                           |
| Totaal                      | 3                           | 0                           |